# 毛雷利什
毛雷利什是葡萄牙波尔图区的一个堂区。总面积3.62平方公里，总人口402人，人口密度111人/平方公里。